# Pausa (linguistica)
In linguistica, una pausa è un'interruzione nella catena parlata (o fonia). Le ragioni che determinano una pausa sono fondamentalmente tre:
- fisiologia del respiro;
- esitazione nello sviluppo del discorso e quindi necessità di riprogrammarlo;
- segnalazione funzionale dei confini tra costituenti sintattici.

Nell'ultimo caso, ciò che viene percepito come pausa sintattica può corrispondere ad una discontinuità nella linea intonativa, senza che vi sia autentica interruzione nella fonia.
Durata e frequenza della pausa sono collegate alla velocità dell'elocuzione.
Si distinguono pause vuote da pause piene. Queste ultime sono accompagnate da segnali fatici (come mm, eh ecc.) e sono da ricollegare al fenomeno dell'esitazione.